# Barbula seramensis
Barbula seramensis là một loài rêu trong họ Pottiaceae. Loài này được H. Akiy. mô tả khoa học đầu tiên năm 1996.